# Gaffelschoner
Ein Gaffelschoner ist ein Schoner, der an allen Masten Stag- oder Gaffelsegel führt und keine Rahsegel hat. Die Mehrzahl der Schiffe hatte zwei bis drei Masten, zum Ende der Frachtsegelschifffahrt in der ersten Hälfte des 20. Jahrhunderts aber auch bis zu sieben (Thomas W. Lawson).

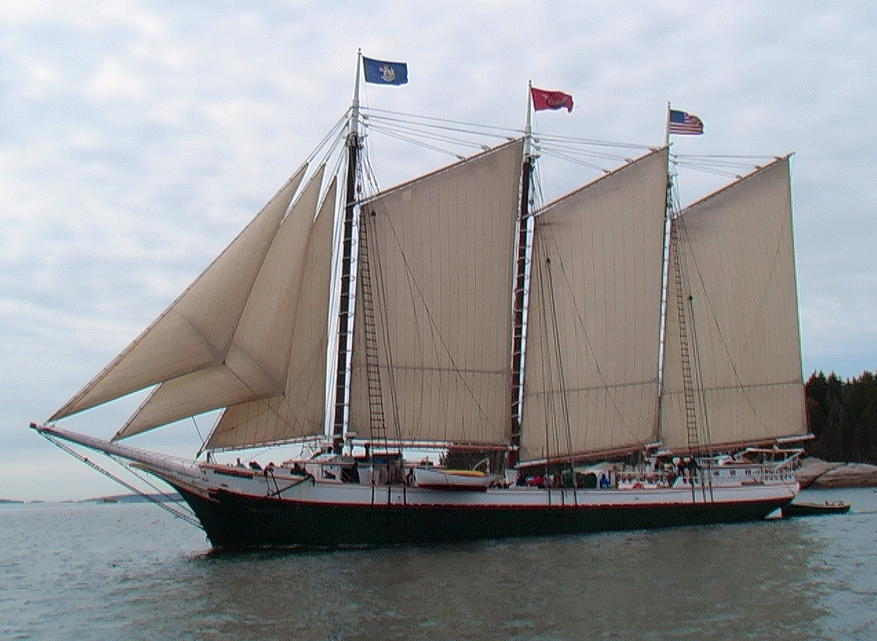
Gaffelschoner Victory Chimes
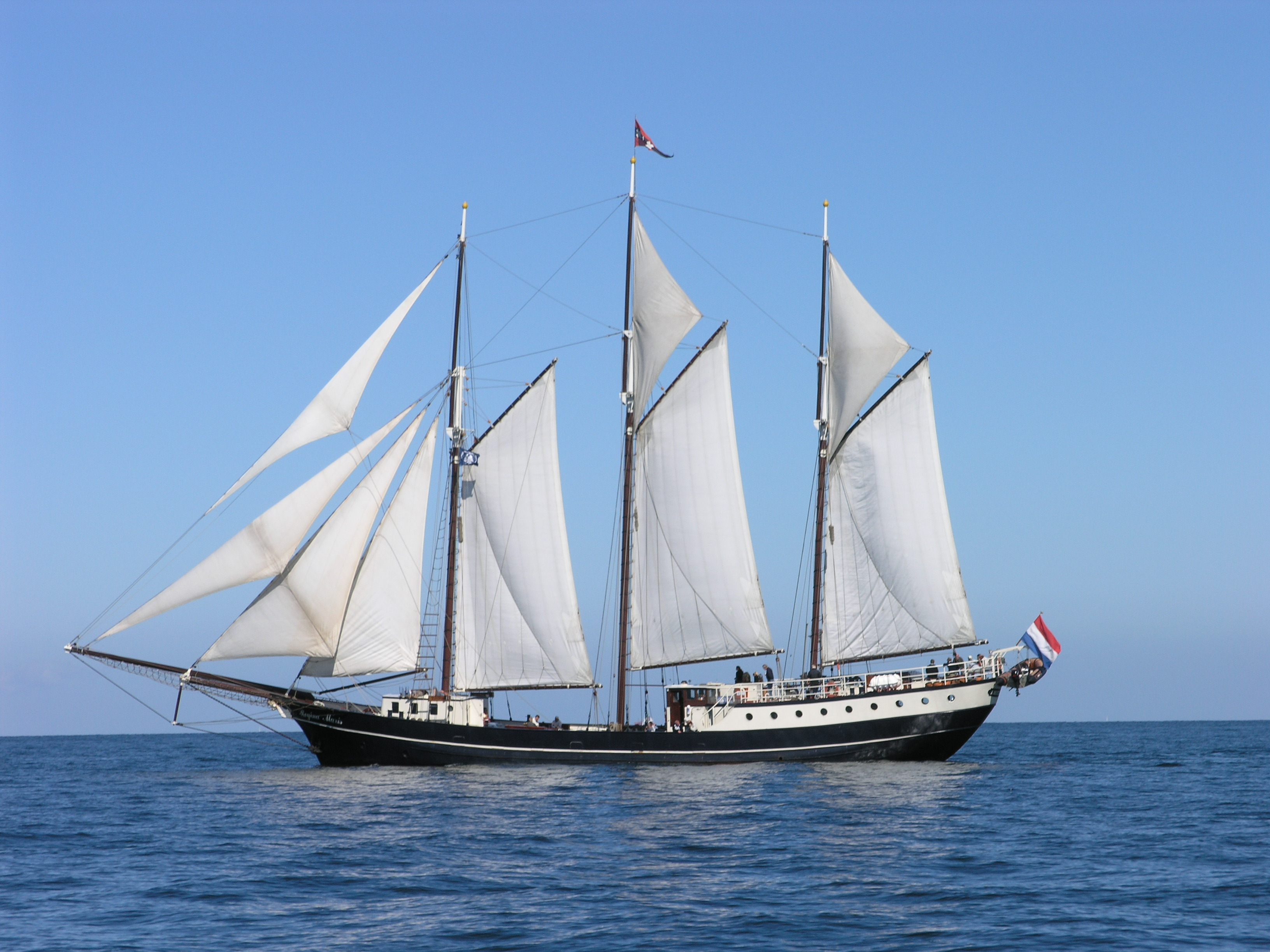
Gaffelgetakelter Schoner mit (zwei) Gaffeltopsegeln
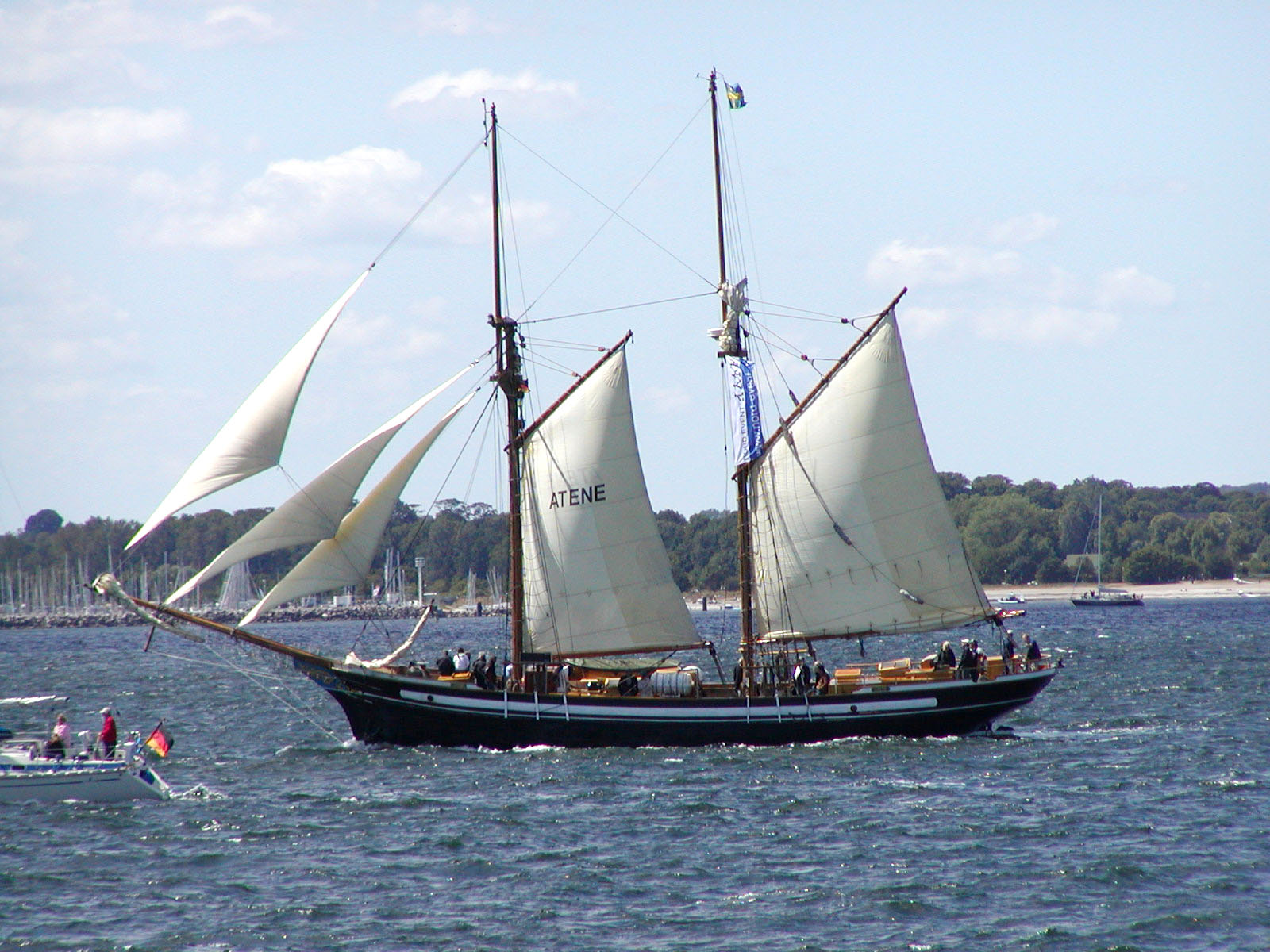
Gaffelschoner Atene
Schematische Darstellung eines Gaffelschoners